# Lista de galáxias

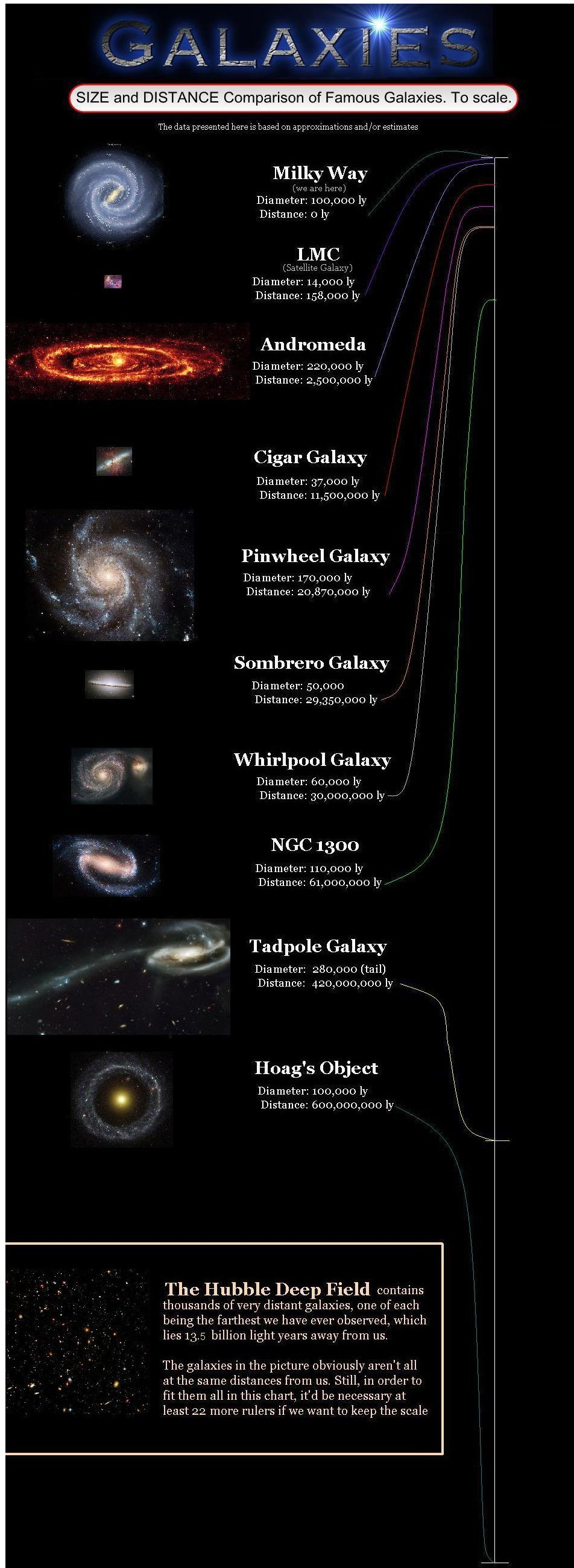
Tamanho (à esquerda) e a distância (à direita) e algumas galáxias conhecidas colocados em escala.

Está é uma lista de galáxias notáveis. Há cerca de 50 galáxias do Grupo Local (grupo que inclui a Via Láctea), da ordem de 100 mil em nosso superaglomerado local (ou o aglomerado de Virgem com 100 grupos e aglomerados de galáxias) e, um número estimado de cerca de 100 a 200 bilhões em todo o universo observável.
A descoberta de galáxias tão distintas de outras nebulosas (nuvens interestelares) foi feita na década de 1920. As primeiras tentativas de catálogos sistemáticos de galáxias foram feitos na década de 1960 do Catálogo de Galáxias e Aglomerados de Galáxias lista 29 418 galáxias e aglomerados de galáxias, e a Morphological Catalogue of Galaxies, uma lista supostamente completa de galáxias com magnitude fotográfica acima de 15 compreendendo 30 642 itens. Na década de 1980, o Grupo Lyons de Galáxias lista 485 grupos de galáxias com 3 933 galáxias. Galaxy Zoo é um projeto com o objetivo de obter uma lista mais abrangente: lançado em julho de 2007, que classificou mais de um milhão de imagens de galáxias a partir do Sloan Digital Sky Survey, o Telescópio Espacial Hubble e, do Cosmic Assembly Near-infrared Deep Extragalactic Legacy Survey.
Principalmente eles são identificados pelas coordenadas celestiais juntamente com o nome do projeto de observação (HUDF, SDSS, 3C, CFHQS, NGC/IC, etc.).

## Galáxias nomeadas
Lista de galáxias bem conhecidas por: um conjunto de coordenadas, ou uma designação sistemática, ou algo diferente de um item em um catálogo.
| Imagem | Galáxia                    | Constelação    | Origem do nome | Notas |
| ------ | -------------------------- | -------------- | --- | --- |
|        | Andrômeda                  | Andrômeda      | Andrômeda, abreviação de "Galáxia de Andrômeda", recebe este nome a partir da área do céu em que aparece, a constelação de Andrômeda.                           | É a mais próxima grande galáxia da Via Láctea. |
|        | Galáxia Olho Negro         | Coma Berenices | Ela tem uma faixa escura espetacular de observar, a poeira na frente do núcleo brilhante da galáxia, dando origem a seus apelidos do "Olho Negro" e "Olho Mau". | |
|        | Galáxia de Bode            | Ursa Major     | Nomeado pelo Johann Elert Bode, que descobriu esta galáxia em 1774.                                                                                             | |
|        | Galáxia Cartwheel          | Sculptor       | A sua aparência visual é semelhante a uma roda de carroça com raios.                                                                                            | |
|        | Galáxia Charuto            | Ursa Major     | A sua aparência visual é semelhante a um charuto. | |
|        | Galáxia do Cometa          | Sculptor       | Esta galáxia é nomeado devido a aparência incomum, observado como um cometa.                                                                                    | O efeito cometa é causado pela remoção das marés pelo seu aglomerado de galáxias, Abell 2667. |
|        | Cosmos Redshift 7          | Sextans        | O nome desta Galáxia baseia-se em uma medição de desvio para o vermelho (z) de cerca de 7 (na verdade, Z = 6.604).                                              | Esta é relatada como sendo a mais brilhante das galáxias mais distantes (ou seja, z> 6) e contêm algumas das primeiras estrelas (primeira geração; População III) que produziram os elementos químicos necessários para a formação posterior de planetas e a vida como nós conhecemos. |
|        | Objeto de Hoag             | Serpens Caput  | Nomeado pelo Arthur Hoag, que descobriu este objeto em 1950. | É do subtipo Galáxia tipo-Hoag, e pode de fato ser uma Galáxia de anel polar com o anel no plano de rotação do objeto central. |
|        | Grande Nuvem de Magalhães  | Dorado/Mensa   | Nomeado pelo Ferdinand Magellan | Esta é a quarta maior galáxia do Grupo Local, e forma um par com a Pequena Nuvem de Magalhães. Pode não fazer parte do sistema de satélites da Via Láctea. |
|        | Pequena Nuvem de Magalhães | Tucana         | Nomeado pelo Ferdinand Magellan | Ela forma um par com a Grande Nuvem de Magalhães. Pode não fazer parte do sistema de satélites da Via Láctea. |
|        | Objeto de Mayall           | Ursa Major     | Nomeado pelo Nicholas Mayall, do Observatório Lick, que a descobriu.                                                                                            | Também chamado de VV 32 e Arp 148, este é um objeto muito estranho, e é provável que não seja uma galáxia, mas duas galáxias passando por uma colisão. Evento em imagens é uma forma de fuso e uma forma de anel.                                                                      |
|        | Galáxia do Cata-Vento      | Ursa Major     | Semelhante em aparência a um cata-vento (brinquedo). | |
|        | Galáxia do Sombreiro       | Virgo          | Semelhante em aparência a um sombrero. | |
|        | Galáxia do Girassol        | Canes Venatici | Semelhante a um girassol | |
|        | Galáxia do Girino          | Draco          | O nome vem da semelhança da galáxia a um girino. | Esta forma resultou da interação de maré que tirou uma cauda de maré longa. |
|        | Galáxia do Rodamoinho      | Canes Venatici | Dada a semelhança a um redemoinho esta galáxia é gravitacionalmente perturbada.                                                                                 | |

## Galáxias visíveis a olho nu
Lista de galáxias que são visíveis a olho nu; para observadores menos perspicazes em um ambiente de céu-escuro e em altitude elevada, durante um tempo limpo e estável.
| Galáxia                              | Magnitude Aparente     | Distância                      | Constelação          | Notas |
| ------------------------------------ | ---------------------- | ------------------------------ | -------------------- | --- |
| Via Láctea                           | -6.5 (excluindo o Sol) | 0                              | Sagittarius (centro) | Esta é a nossa galáxia, a maioria dos objetos visíveis a olho nu no céu são parte dela, incluindo a Via Láctea compondo a Zona de Evasão. |
| Grande Nuvem de Magalhães            | 0.9                    | 160 kly (50 kpc)               | Dorado/Mensa         | Visível somente do hemisfério sul. Também é o objeto mais brilhante na nebulosidade no céu. |
| Pequena Nuvem de Magalhães (NGC 292) | 2.7                    | 200 kly (60 kpc)               | Tucana               | Visível somente do hemisfério sul. |
| Galáxia de Andrômeda (M31, NGC 224)  | 3.4                    | 2.5 Mly (780 kpc)              | Andrômeda            | Uma vez foi chamada Grande Nebulosa de Andrômeda, que está situada na constelação de Andrômeda. |
| Galáxia do Triângulo (M33, NGC 598)  | 5.7                    | 2.9 Mly (900 kpc)              | Triangulum           | Sendo um objeto difuso, a sua visibilidade é fortemente afetada pelo mesmo em pequenas quantidades de poluição luminosa, que vão desde facilmente visível na visão direta em céus escuros realmente a um objeto de visão periférica difícil em céus rurais/suburbano. |
| Centaurus A (NGC 5128)               | 6.84                   | 13.7 ± 0.9 Mly (4.2 ± 0.3 Mpc) | Centaurus            | Centaurus A foi avistado a olho nu por Stephen James O'Meara. |
| Galáxia de Bode (M81, NGC 3031)      | 6.94                   | 12 Mly (3.6 Mpc)               | Ursa Major           | Astrônomos amadores altamente experientes podem observar a Galáxia de Bode sob condições de observação excepcionais. |
| Galáxia do Escultor (NGC 253)        | 8.0                    | 11.4 ± 0.7 Mly (3.5 ± 0.2 Mpc) | Sculptor             | De acordo com Brian A. Skiff, a visibilidade a olho nu desta galáxia é discutida numa velha publicação de Sky & Telescope a partir do final dos anos 60 ou início dos anos 70.                                                                                        |
| Messier 83 (NGC 5236)                | 8.2                    | 14.7 Mly (4.5 Mpc)             | Hydra                | Messier 83 teria sido visto a olho nu. |

Obs.: A Galáxia Anã Elíptica de Sagitário não está listada, porque não é discernível como sendo um galáxia distinta no céu.

## Primeiras observações
| Observação                          | Galáxia                           | Constelação                        | Ano         | Notas |
| ----------------------------------- | --------------------------------- | ---------------------------------- | ----------- | --- |
| Galáxia espiral                     | Galáxia do Rodamoinho             | Canes Venatici                     | 1845        | Lord William Parsons, 3º Conde de Rosse, descobriu a primeira nebulosa espiral ao observar Messier 51 (reconhecimento da forma de espiral sem o reconhecimento do objeto como fora da Via Láctea).                                 |
| Conceito de galáxia                 | Via Láctea & Galáxia de Andrômeda | Sagittarius (centro) e a Andrômeda | 1923        | Reconhecimento da Via Láctea e a nebulosa de Andrômeda como duas galáxias separados por Edwin Hubble. |
| Galáxia Seyfert                     | NGC 1068 (M77)                    | Cetus                              | 1943 (1908) | As características das galáxias Seyfert foram observadas pela primeira vez no Messier 77 em 1908, no entanto, Seyfert foram definidos como uma classe em 1943.                                                                     |
| Radiogaláxia                        | Cygnus A                          | Cygnus                             | 1951/1952   | De vários objetos, em seguida, chamadas estrelas de rádio, Cygnus A era identificado como uma galáxia distante, sendo a primeira de muitas estrelas de rádio a se tornar uma galáxia de rádio.                                     |
| Quasar                              | 3C273 3C48                        | Virgo Triangulum                   | 1962 1960   | 3C273 foi o primeiro quasar com o seu desvio para o vermelho determinado, e por alguns considerado o primeiro quasar. 3C48 foi a primeira "estrela de rádio" com um espectro ilegível, e por outros considerado o primeiro quasar. |
| Movimento superluminal              | 3C279                             | Virgo                              | 1971        | O jato é emitido por um quasar. |
| Galáxia superficial de baixo brilho | Malin 1                           | Coma Berenices                     | 1986        | Malin 1 foi a primeira verificada como galáxia superficial de baixo brilho. Galáxias superficiais de baixo brilho foram teorizadas pela primeira vez em 1976.                                                                      |
| Superluminal de um Seyfert          | III Zw 2                          | Pisces                             | 2000        | [ 24 ] |

## Protótipos
Lista de galáxias que se tornaram protótipos para uma classe de galáxias.
| Classe                                            | Galáxia              | Constelação    | Data | Notas |
| ------------------------------------------------- | -------------------- | -------------- | ---- | --- |
| Objeto BL Lacertae                                | BL Lacertae (BL Lac) | Lacerta        |      | Este AGN foi originalmente catalogado como uma estrela variável, e "estrelas" do seu tipo são considerados objetos BL Lac. |
| Galáxia tipo-Hoag                                 | Objeto de Hoag       | Serpens        |      | Este é o protótipo de galáxia em anel tipo-Hoag                                                                            |
| Galáxia superficial de baixo brilho               | Malin 1              | Coma Berenices | 1986 | [ 25 ] |
| Radiogaláxia FR II (radiogaláxia de duplo-lóbulo) | Cygnus A             | Cygnus         | 1951 | [ 26 ] |
| Galáxia starburst                                 | Galáxia Charuto      | Ursa Major     |      | |

## Galáxias mais próximas e distantes conhecidas por tipo
| Tipo                            | Galáxia                                                      | Constelação   | Distância | Notas |
| ------------------------------- | ------------------------------------------------------------ | ------------- | --------- | --- |
| Galáxia mais próxima            | Galáxia Anã do Cão Maior                                     | Canis Major   | 0.025 Mly | Descoberto em 2003. É um satélite da Via Láctea, sendo lentamente canibalizado por ela.                                                |
| Galáxia mais distante           | GN-z11                                                       | Ursa Major    | z=11.09   | Com uma distância estimada de cerca de 13,4 bilhões de anos-luz, os astrônomos anunciaram que é a galáxia mais distante conhecida.     |
| Quasar mais próximo             | 3C 273                                                       | Virgo         | z=0.158   | Identificado pela primeira vez, este é o quasar mais próximo e mais comumente aceito.                                                  |
| Quasar mais distante            | ULAS J1120+0641                                              | Leo           | z=7.085   | Descoberto em 29 de junho de 2011 pelo UKIRT Infrared Deep Sky Survey; primeiro quasar descoberto fora do desvio para o vermelho de 7. |
| Radiogaláxia mais próxima       | Centaurus A (NGC 5128, PKS 1322-427)                         | Centaurus     | 13.7 Mly  | [ 28 ] |
| Radiogaláxia mais distante      | TN J0924-2201                                                | Hydra         | z=5.2     | |
| Galáxia seyfert mais próxima    | Galáxia Circinus                                             | Circinus      | 13 Mly    | Esta também é a segunda galáxia Seyfert mais próxima. a primeira galáxia Seyfert mais próxima é NGC 4151.                              |
| Galáxia seyfert mais distante   |                                                              |               | z=        | |
| Blazar mais próximo             | Markarian 421 (Mrk 421, Mkn 421, PKS 1101+384, LEDA 33452)   | Ursa Major    | z=0.030   | Este é um objeto BL Lac. |
| Blazar mais distante            | Q0906+6930                                                   | Ursa Major    | z=5.47    | Este é um espectro plano de quasar de rádio-loud tipo blazar.                                                                          |
| Objeto BL Lac mais próximo      | Markarian 421 (Mkn 421, Mrk 421, PKS 1101+384, LEDA 33452)   | Ursa Major    | z=0.030   | [ 29 ] [ 30 ] |
| Objeto BL Lac mais distante     |                                                              |               | z=        | |
| LINER mais próximo              |                                                              |               |           | |
| LINER mais distante             |                                                              |               | z=        | |
| LIRG mais próximo               |                                                              |               |           | |
| LIRG mais distante              |                                                              |               | z=        | |
| ULIRG mais próximo              | IC 1127 (Arp 220/APG 220)                                    | Serpens Caput | z=0.018   | [ 33 ] |
| ULIRG mais distante             |                                                              |               | z=        | |
| Galáxia starburst mais próxima  | Galáxia Charuto (M82, Arp 337/APG 337, 3C 231, Ursa Major A) | Ursa Major    | 3.2 Mpc   | [ 34 ] [ 35 ] |
| Galáxia starburst mais distante | SPT 0243-49                                                  |               | z= 5.698  | [ 36 ] [ 37 ] |

### Galáxias mais próximas
| Classificação | Galáxia                           | Distância | Notas                                         |
| --- | --------------------------------- | --------- | --------------------------------------------- |
| 1 | Via Láctea                        | 0         | Esta é a nossa galáxia, nós somos parte dela. |
| 2 | Galáxia Anã do Cão Maior          | 0.025 Mly |                                               |
| 3 | Corrente Estelar de Virgem        | 0.030 Mly |                                               |
| 4 | Galáxia Anã Elíptica de Sagitário | 0.081 Mly |                                               |
| 5 | Grande Nuvem de Magalhães         | 0.163 Mly | É a maior galáxia satélite da Via Láctea.     |
| 6 | Pequena Nuvem de Magalhães        | 0.197 Mly |                                               |
| - Mly representa milhões de anos-luz, uma medida de distância. - Distâncias são medidas a partir da Terra, com a Terra sendo zero. |                                   |           |                                               |

| Tipo                                  | Galáxia                  | Data   | Distância | Notas                                                             |
| ------------------------------------- | ------------------------ | ------ | --------- | ----------------------------------------------------------------- |
| Galáxia próxima                       | Via Láctea               | sempre | 0         | Esta é a nossa galáxia.                                           |
| Galáxia mais próxima da nossa         | Galáxia Anã do Cão Maior | 2003   | 0.025 Mly | É a galáxia absoluta mais próxima                                 |
| Galáxia anã mais próxima              | Galáxia Anã do Cão Maior | 2003   | 0.025 Mly |                                                                   |
| Galáxia mais próxima da nossa própria | Galáxia de Andrômeda     | sempre | 2.54 Mly  | Identificada pela primeira vez como uma galáxia separada em 1923. |
| Galáxia gigante mais próxima          | Centaurus A              |        | 12 Mly    |                                                                   |

| Galáxia | Data               | Distância | Notas |
| --- | ------------------ | --------- | --- |
| Galáxia Anã do Cão Maior | 2003               | 0.025 Mly | |
| Galáxia Anã Elíptica de Sagitário | 1994 – 2003        | 0.081 Mly | |
| Grande Nuvem de Magalhães | antigamente – 1994 | 0.163 Mly | Este é o limite superior, uma vez que é a galáxia mais próxima observável a olho nu.                                                                                   |
| Pequena Nuvem de Magalhães | 1913 – 1914        | 0.197 Mly | Esta foi a primeira medida de distância intergaláctica. Em 1913, Ejnar Hertzsprung mediu a distância para SMC usando variável Cefeida. Em 1914, ele fez isso para LMC. |
| Galáxia de Andrômeda | 1923               | 2.5 Mly   | Esta foi a primeira galáxia determinada que não é parte da Via Láctea.                                                                                                 |
| - Mly representa milhões de anos-luz é, uma medida de distância. - Distâncias são medidas a partir da Terra, com a Terra sendo zero. |                    |           | |

### Galáxias mais distantes
| Tipo | Galáxia                               | Data | Desvio para o vermelho | Notas |
| --- | ------------------------------------- | ---- | ---------------------- | --- |
| Candidato a galáxia mais distante (fotometria de desvio para o vermelho)                                                               | UDFj-39546284                         | 2011 | z=11.9(?)              | Isso foi proposto para ser o objeto mais distante conhecido no momento da descoberta. No final de 2012, a sua distância foi revisada de z=10.3 para 11.9, no entanto, a recente re-análise sugere que o desvio para o vermelho é provável que seja em muito menor. |
| Galáxia mais distante confirmada (espectroscopia de desvio para o vermelho)                                                            | GN-z11                                | 2016 | z=11.09                | Em março de 2016, GN-z11 foi a galáxia mais distante conhecida. |
| quasar mais distante | ULAS J1120+0641                       | 2011 | z=7.085                | Este é o indiscutível quasar mais distante de qualquer tipo, e o primeiro com um desvio para o vermelho além de 7. |
| Não-quasar SMG mais distante | Galáxia Baby Boom (EQ J100054+023435) | 2008 | z=4.547                | [ 41 ] |
| Galáxia espiral mais distante | Q2343-BX442                           | 2012 | z=2.18                 | [ 42 ] |
| - z representa o desvio para o vermelho, uma medida de velocidade recessional é a distância deduzida do devido à expansão cosmológica. |                                       |      |                        | |

| Galáxia | Data | Distância (z=Desvio para o vermelho) | Notas |
| --- | --- | ------------------------------------ | --- |
| GN-z11 | 2016 − | z=11.09                              | Anunciado em março de 2016. |
| EGSY8p7 (EGSY-2008532660) | 2015 − 2016 | z=8.68                               | O desvio para o vermelho desta galáxia foi determinada pelo exame de emissões de Lyman-alfa, que foram determinadas em agosto de 2015. |
| EGS-zs8-1 | 2015 − 2015 | z=7.730                              | Esta foi a galáxia mais distante desde maio de 2015. |
| Z8 GND 5296 | 2013 − 2015 | z=7.51                               | [ 48 ] |
| SXDF-NB1006-2 | 2012 − 2013 | z=7.215                              | [ 49 ] |
| GN-108036 | 2012 − 2012 | z=7.213                              | [ 50 ] |
| BDF-3299 | 2012 − 2013 | z=7.109                              | [ 51 ] |
| IOK-1 | 2006 − 2010 | z=6.96                               | Este foi o objeto mais distante conhecido no momento de sua descoberta. Em 2009, foi descoberto raios gama expelindo de GRB 090423 com z=8.2, tendo o título de objeto mais distante. A próxima galáxia a manter o título também conseguiu, GRB 090423, que sendo UDFy-38135539. |
| SDF J132522.3+273520 | 2005 − 2006 | z=6.597                              | Este foi o objeto mais distante conhecido no momento de sua descoberta. |
| SDF J132418.3+271455 | 2003 − 2005 | z=6.578                              | Este foi o objeto mais distante conhecido no momento de sua descoberta. |
| HCM-6A | 2002 − 2003 | z=6.56                               | Este foi o objeto mais distante conhecido no momento de sua descoberta. A galáxia sofre lente gravitacional pelo aglomerado de galáxias Abell 370. Esta foi a primeira galáxia, ao contrário de um quasar, a exceder o desvio para o vermelho 6. Este excedeu o desvio para o vermelho do quasar SDSSp J103027.10+052455.0 de z=6.28 |
| SSA22−HCM1 | 1999 − 2002 | z=5.74                               | Este foi o objeto mais distante conhecido no momento de sua descoberta. Em 2000, o quasar SDSSp J104433.04-012502.2 foi descoberto com z = 5.82, se tornou o objeto mais distante no universo conhecido. Foi seguido por outro quasar, SDSSp J103027.10+052455.0 em 2001, foi primeiro objeto a superar o desvio para o vermelho 6, com z=6.28 |
| HDF 4-473.0 | 1998 − 1999 | z=5.60                               | Este foi o objeto mais distante conhecido no momento de sua descoberta. |
| RD1 (0140+326 RD1) | 1998 | z=5.34                               | Este foi o objeto mais distante conhecido no momento de sua descoberta. Este foi o primeiro objeto encontrado a superar o desvio para o vermelho 5. |
| CL 1358+62 G1 & CL 1358+62 G2 | 1997 − 1998 | z=4.92                               | Estes foram os objetos mais distante conhecidos no momento de sua descoberta. As galáxias foram encontrados pela lentes gravitacionais pelo aglomerado de galáxias CL1358+62 (z=0.33). Esta foi a primeira vez desde 1964 que algo diferente de um quasar detinha o recorde de ser o objeto mais distante no universo. Este superou a marca definida pelo quasar PC 1247-3406 com z=4.897                                                                    |
| De 1964 a 1997, o título de objeto mais distante no universo foram mantidos por uma sucessão de quasares. Essa lista está disponível na lista de quasares. | |                                      | |
| 8C 1435+63 | 1994 − 1997 | z=4.25                               | Esta é uma galáxia de rádio. Na época de sua descoberta, o quasar PC 1247-3406 com z=4.73, descoberto em 1991, foi o objeto mais distante conhecido. Esta foi a última galáxia de rádio a manter o título de galáxia mais distante. Esta foi a primeira galáxia, ao contrário do quasar, que foi encontrado além do desvio para o vermelho 4. |
| 4C 41.17 | 1990 − 1994 | z=3.792                              | Esta é uma galáxia de rádio. Na época de sua descoberta, o quasar PC 1158+4635, descoberto em 1989, foi o objeto mais distante conhecido, com z=4.73 In 1991, o quasar PC 1247-3406, se tornou o objeto mais distante conhecido, com z=4.897 |
| 1 Jy 0902+343 (GB6 B0902+3419, B2 0902+34) | 1988 − 1990 | z=3.395                              | Esta é uma galáxia de rádio. Na época de sua descoberta, o quasar Q0051-279 com z=4.43, descoberto em 1987, foi o objeto mais distante conhecido. Em 1989, o quasar PC 1158+4635 foi descoberto com z=4.73, se tornando o objeto mais distante conhecido. Esta foi a primeira galáxia descoberta anteriormente com o desvio para o vermelho 3. Foi também a primeira galáxia encontrada com o desvio para o vermelho acima de 2.                             |
| 3C 256 | 1984 − 1988 | z=1.819                              | Esta é uma galáxia de rádio. Na época, o objeto mais distante era o quasar PKS 2000-330, com z=3.78, descoberto em 1982. |
| 3C 241 | 1984 | z=1.617                              | Esta é uma galáxia de rádio. Na época, o objeto mais distante era o quasar PKS 2000-330, com z=3.78, descoberto em 1982. |
| 3C 324 | 1983 − 1984 | z=1.206                              | Esta é uma galáxia de rádio. Na época, o objeto mais distante era o quasar PKS 2000-330, com z=3.78, descoberto em 1982. |
| 3C 65 | 1982 − 1983 | z=1.176                              | Esta é uma galáxia de rádio. Na época, o objeto mais distante era o quasar OQ172, com z=3.53, descoberto em 1974. Em 1982, o quasar PKS 2000-330 at z=3.78 se tornou o objeto mais distante. |
| 3C 368 | 1982 | z=1.132                              | Esta é uma galáxia de rádio. Na época, o objeto mais distante era o quasar OQ172, com z=3.53, descoberto em 1974. |
| 3C 252 | 1981 − 1982 | z=1.105                              | Esta é uma galáxia de rádio. Na época, o objeto mais distante era o quasar OQ172, com z=3.53, descoberto em 1974. |
| 3C 6.1 | 1979 - | z=0.840                              | Esta é uma galáxia de rádio. Na época, o objeto mais distante era o quasar OQ172, com z=3.53, descoberto em 1974. |
| 3C 318 | 1976 - | z=0.752                              | Esta é uma galáxia de rádio. Na época, o objeto mais distante era o quasar OQ172, com z=3.53, descoberto em 1974. |
| 3C 411 | 1975 - | z=0.469                              | Esta é uma galáxia de rádio. Na época, o objeto mais distante era o quasar OQ172, com z=3.53, descoberto em 1974. |
| De 1964 a 1997, o título de objeto mais distante no universo foram mantidos por uma sucessão de quasares. Essa lista está disponível na lista de quasares. | |                                      | |
| 3C 295 | 1960 - | z=0.461                              | Esta é uma galáxia de rádio. Este foi o objeto mais distante conhecido no momento de sua descoberta com o desvio para o vermelho. Este foi o último não-quasar a manter o título de objeto mais distante conhecido até 1997. Em 1964, o quasar 3C 147 se tornou o objeto mais distante do universo conhecido. |
| LEDA 25177 (MCG+01-23-008) | 1951 − 1960 | z=0.2 (V=61000 km/s)                 | Esta galáxia está no Superaglomerado Hidra. Está localizado em B1950.0 08h 55m 4s +03° 21′ e é o BCG do mais fraco do Aglomerado Hidra Cl 0855+0321 (ACO 732). |
| LEDA 51975 (MCG+05-34-069) | 1936 - | z=0.13 (V=39000 km/s)                | O aglomerado de galáxia mais brilhante do aglomerado de Boötes (ACO 1930), uma galáxia elíptica em B1950.0 14h 30m 6s +31° 46′ com magnitude aparente de 17.8, foi descoberto por Milton L. Humason em 1936 teve velocidade do desvio para o vermelho recessional a 40.000 km/s. |
| LEDA 20221 (MCG+06-16-021) | 1932 - | z=0.075 (V=23000 km/s)               | Esta é a BCG do aglomerado de Gemini (ACO 568) e foi localizado em B1950.0 07h 05m 0s +35° 04′ |
| BCG of WMH Christie's Leo Cluster | 1931 − 1932 | z= (V=19700 km/s)                    | [ 96 ] [ 97 ] [ 98 ] [ 99 ] |
| BCG of Baede's Ursa Major Cluster | 1930 − 1931 | z= (V=11700 km/s)                    | [ 99 ] [ 100 ] |
| NGC 4860 | 1929 − 1930 | z=0.026 (V=7800 km/s)                | [ 101 ] [ 102 ] |
| NGC 7619 | 1929 | z=0.012 (V=3779 km/s)                | Usando medições do desvio para o vermelho, NGC 7619 foi o mais elevado no momento da medição. No momento do anúncio, ele ainda não foi aceito como um guia geral de distância, no entanto, no final do ano, Edwin Hubble descreveu o desvio para o vermelho em relação à distância, levando a uma mudança radical, e tendo este de ser aceito como um raio infravermelho.                                                                                    |
| NGC 584 (Dreyer nebula 584) | 1921 − 1929 | z=0.006 (V=1800 km/s)                | Na época, as nebulosa tinham ainda a ser aceitas como galáxias independentes. No entanto, em 1923, galáxias foram geralmente reconhecidas como à Via Láctea. |
| M104 (NGC 4594) | 1913 − 1921 | z=0.004 (V=1180 km/s)                | Esta foi a segunda galáxia cujo desvio para o vermelho foi determinado; sendo a primeira Andromeda que está se aproximando de nós e, portanto, não pode ter o seu desvio para o vermelho usado para determinar a distância. Ambos foram medidos pelo Vesto Melvin Slipher. Na época, as nebulosa tinham ainda a ser aceitas como galáxias independentes. NGC 4594 foi inicialmente medido como 1000 km/s, de refinado a 1100, e, em seguida, a 1180 em 1916. |
| M81 | antigamente – século XX antigamente – 1913 (baseado no desvio para o vermelho) antigamente – 1930 (baseado em Cefeidas) | 11.8 Mly (z=-0.10)                   | Este é o limite inferior, como é a galáxia mais distante observável a olho nu. Esta a 12 milhões de anos-luz de distância. O desvio para o vermelho não pode ser usado para determinar a distância, porque está se movendo em direção a nós mais rápido do que a expansão cosmológica. |
| Messier 101 | 1930 – |                                      | Usando as medições de cefeidas pré-1950, M101 foi um dos mais distante assim medido. |
| Galáxia do Triângulo | 1924 – 1930 |                                      | Em 1924, Edwin Hubble anunciou a distância até M33 Triangulum. |
| Galáxia de Andrômeda | 1923 – 1924 |                                      | Em 1923, Edwin Hubble mediu a distância até Andrômeda, e resolveu a questão de saber se houve ou não galáxias, ou se foi tudo na Via Láctea. |
| Pequena Nuvem de Magalhães | 1913 – 1923 |                                      | Esta foi a primeira medida de distância intergaláctica. Em 1913, Ejnar Hertzsprung mede a distância até SMC usando variáveis cefeidas. |
| - z representa o desvio para o vermelho, uma medida de velocidade recessional é a distância deduzida do devido à expansão cosmológica. - quasares e outro AGN não estão incluídos nesta lista, uma vez que são apenas núcleos galácticos, a menos que a galáxia hospedeira foi observada quando estava mais distante. | |                                      | |